# Władysław Sikorski

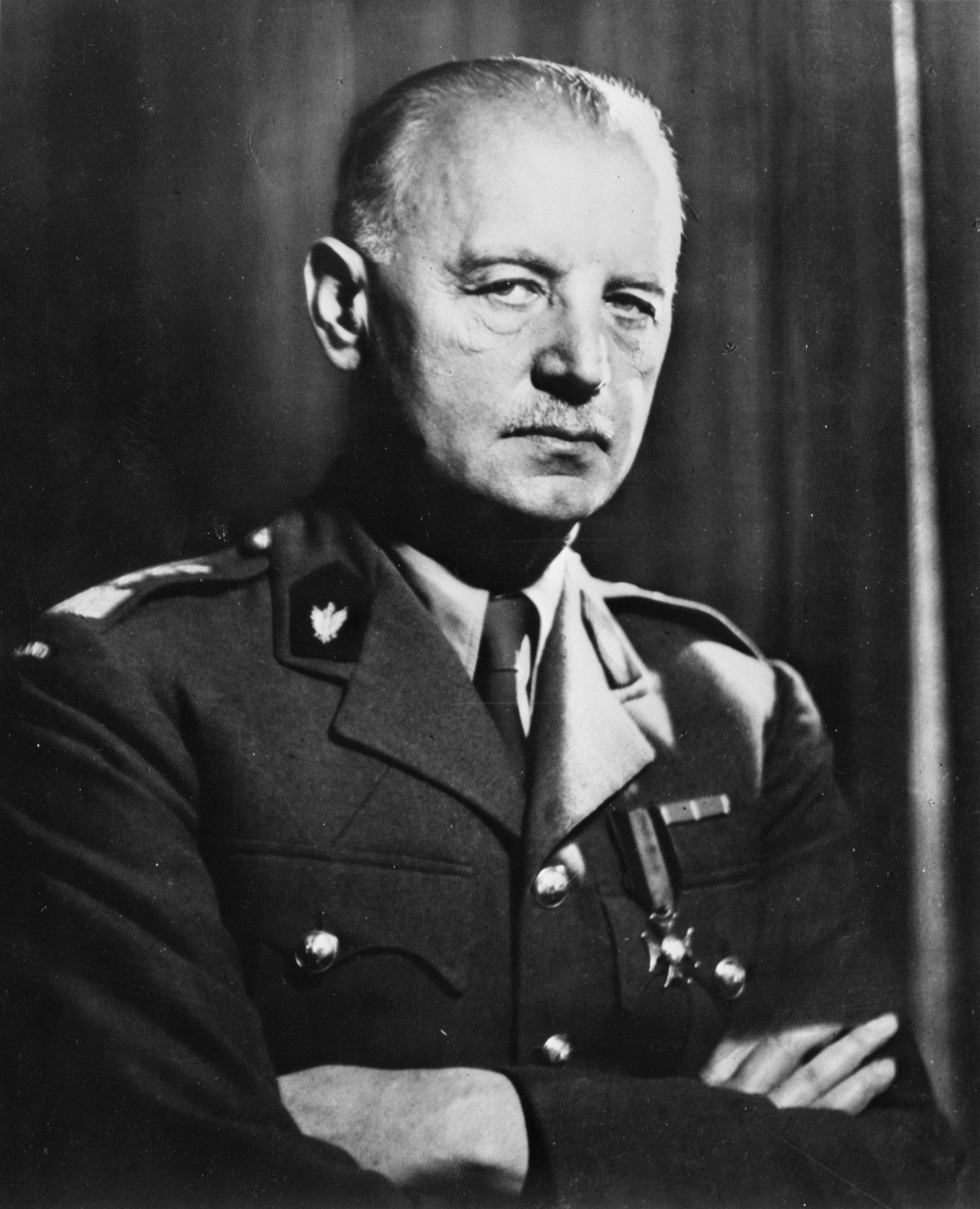
Władysław Eugeniusz Sikorski, um 1942

Władysław Eugeniusz Sikorski (* 20. Mai 1881 in Tuszów Narodowy bei Mielec, Galizien/Österreich-Ungarn, heute Polen; † 4. Juli 1943 bei Gibraltar) war ein polnischer Offizier, Oberbefehlshaber, Staatsmann, Politiker und in den Jahren 1922 bis 1923 polnischer Ministerpräsident sowie 1939 bis 1943 Ministerpräsident der Polnischen Exilregierung.

## Leben

### Im Kampf um die Unabhängigkeit

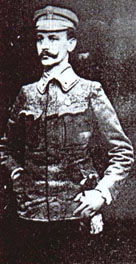
Sikorski (1918)

Neben Marian Kukiel, Walery Sławek, Kazimierz Sosnkowski, Witold Jodko-Narkiewicz sowie Henryk Minkiewicz war er Organisator des „Verbandes des tätigen Kampfes“ (poln. Związek Walki Czynnej) in Lemberg im Jahr 1908. Das Ziel des ZWCz war die Vorbereitung eines bewaffneten Aufstandes im russischen Teilungsgebiet Polens. Danach gründete er den Lemberger Schützenverband „Strzelec“. Er wurde 1912 Mitglied der „Provisorischen Kommission der Konföderierten Unabhängigkeitsparteien“ (poln. Komisja Tymczasowa Skonfederowanych Stronnictw Niepodległościowych).
Am 9. August 1914 wurde er von Józef Piłsudski zu seinem Stellvertreter in Galizien ernannt. In dieser Funktion formierte er die Polnischen Legionen in Krakau und Lemberg mit, die am 18. August dem Generalstabschef General Conrad von Hötzendorf unterstellt wurden. Im August 1917 wurden die I. und III. Legionsbrigade wieder aufgelöst, weil sie dem deutschen Kaiser als neuem Oberbefehlshaber der polnischen Wehrmacht den Treueid verweigerten. Die II. Brigade wurde hingegen in das Polnische Hilfskorps umgewandelt, und Sikorski wurde hierfür mit Rekrutierungsaufgaben betraut.
Am 12. Oktober 1918 übernahm der Regentschaftsrat die polnischen Streitkräfte und stellte Sikorski am 17. Oktober Handlungsvollmachten für Galizien aus. Anfang November rekrutierte er in Krakau Hilfstruppen („Grupa San“) für die Kämpfe gegen die Ukrainer in Galizien. Diese Gruppe übernahm am 12. November 1918 die Kontrolle über Przemyśl und zog am 19. November 1918 weiter in Richtung Lemberg.
Im Polnisch-Sowjetischen Krieg hatte er verschiedene Kommandoposten inne, u. a. Befehlshaber der Armeegruppe Polesie während der Kiewer-Offensive, der 5. Armee während der Schlacht bei Warschau sowie der 3. Armee während der Kämpfe im Gebiet um Zamość. Von 1921 bis 1922 war er Generalstabschef.

### Zwischenkriegszeit

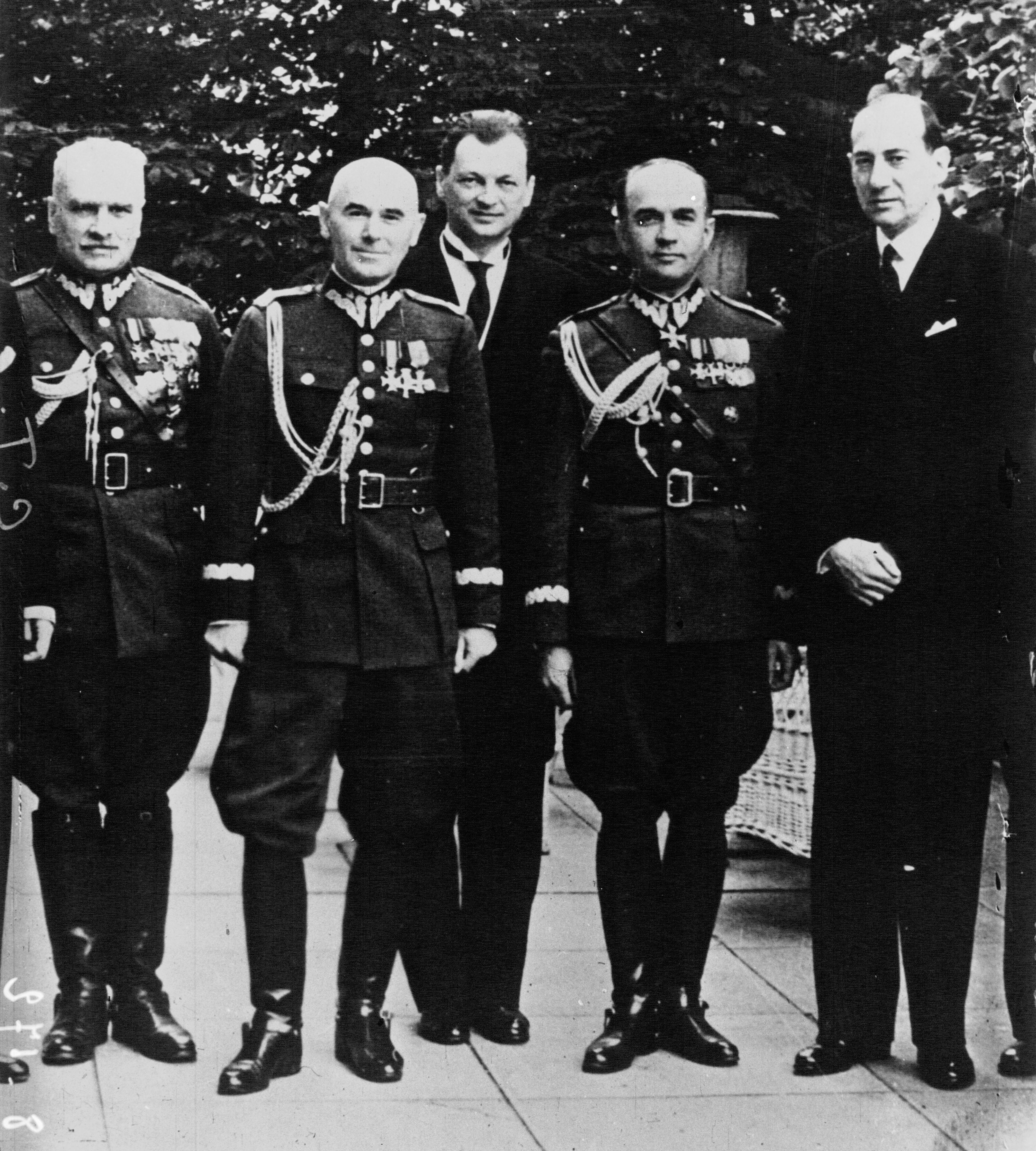
Minister der polnischen Regierung 1936. Sikorski ganz links.

Nach der Ermordung von Gabriel Narutowicz ernannte ihn der Sejmmarschall Maciej Rataj am 16. Dezember 1922 zum Premierminister (bis 26. Mai 1923). Gleichzeitig war er Innenminister. Seine Regierung erreichte u. a. die Anerkennung der polnischen Ostgrenze durch die Westmächte. 1923–1924 war er Generalinspekteur der Infanterie, 1924–1925 Kriegsminister im Kabinett von Władysław Grabski. 1925 wurde er zum Befehlshaber des VI. Korps/Wehrbereichs in Lemberg ernannt. Als solcher wurde er aufgrund seines Konfliktes mit Piłsudski im Jahr 1928 abberufen.
Während des Maiputsches verließ er Lemberg nicht und sandte der Regierung auch keine Hilfe, was den Anhängern von Piłsudski ihr Vorhaben erleichterte.
Bis 1939 blieb er Offizier ohne Aufgabe, zur Disposition des Kriegsministers. Er besuchte die École supérieure de guerre in Frankreich. 1936 war er, neben Wincenty Witos, Ignacy Paderewski und Józef Haller, einer der Unterzeichner der Erklärung der oppositionellen Front von Morges.

### Zweiter Weltkrieg

Władysław Sikorski
polnische Briefmarke, 1981

Nach dem deutschen Überfall auf Polen im Jahr 1939 verlangte er vom Oberkommandierenden Marschall Edward Rydz-Śmigły seine Abordnung zu einer Kampfeinheit, erhielt diese jedoch nicht. Er ging nach Frankreich, wo er am 28. September mit der Aufstellung der polnischen Reststreitkräfte begann, um eine Exilarmee zu formen.
Am 30. September wurde er Ministerpräsident der polnischen Exilregierung, zunächst in Paris, dann in London. Am 7. November wurde er zum Obersten Befehlshaber und Generalinspekteur der polnischen Streitkräfte ernannt.
Nach der Niederlage Frankreichs unterschrieb er am 5. August 1940 einen Vertrag über den Wiederaufbau der polnischen Armee in Großbritannien. Die britische Regierung unter Winston Churchill übernahm die Ausrüstung der polnischen Verbände. Die polnische Exilregierung durfte in Schottland Militärbasen unter eigener Souveränitat unterhalten. Sikorski ließ Internierungslager einrichten, in denen politisch verdächtige und sozial auffällige Personen ohne Verfahren festgehalten wurden, darunter viele Juden. Einer der Insassen war der Autor Isaac Deutscher, von 1940 bis 1942.
Nach dem Angriff Deutschlands auf die Sowjetunion 1941 unterzeichnete er am 30. Juli mit dem sowjetischen Botschafter Iwan Maiski ein Abkommen über die Bildung einer polnischen Armee im Osten (Sikorski-Maiski-Abkommen). Infolgedessen erließ die sowjetische Regierung eine Amnestie für Polen, die zwischen 1939 und 1941 aus dem sowjetisch besetzten Ostpolen in die Sowjetunion deportiert worden waren.
Im Dezember 1941 versuchte Sikorski erstmals, in Moskau Auskunft über das Schicksal der polnischen Soldaten und Zivilisten zu erhalten, die nach Besetzung der ostpolnischen Gebiete von den Sowjets „evakuiert“ worden waren. Als im April 1943 die deutschen Truppen Massengräber polnischer Offiziere bei Smolensk (Massaker von Katyn) entdeckt hatten, wandte Sikorski sich an das Internationale Komitee vom Roten Kreuz in der Schweiz mit der Bitte um eine neutrale Untersuchung an Ort und Stelle. Dies lieferte Stalin den Vorwand, Anfang Mai 1943 die Beziehungen zur polnischen Exilregierung abzubrechen, noch bevor Sikorski am 4. Mai auf britischen Druck hin das Untersuchungsbegehren zurückzog.

## Tod

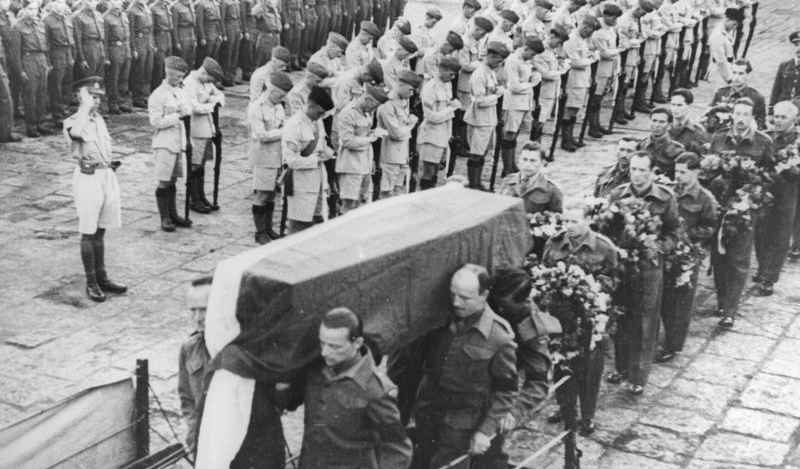
Beerdigung Sikorskis

Sikorski starb am 4. Juli 1943 bei der Rückreise von seiner Inspektion der polnischen Truppen im Nahen Osten. Nach einer Zwischenlandung auf dem britischen Flughafen Gibraltar stürzte sein Flugzeug kurz nach dem Start ins Meer; alle 16 Insassen starben, nur der Pilot überlebte. Sikorskis Leichnam wurde nach England überführt und auf dem Friedhof der polnischen Flieger in Newark bei Nottingham beerdigt. Am 17. September 1993 wurden die Überreste auf den Krakauer Wawel überführt.

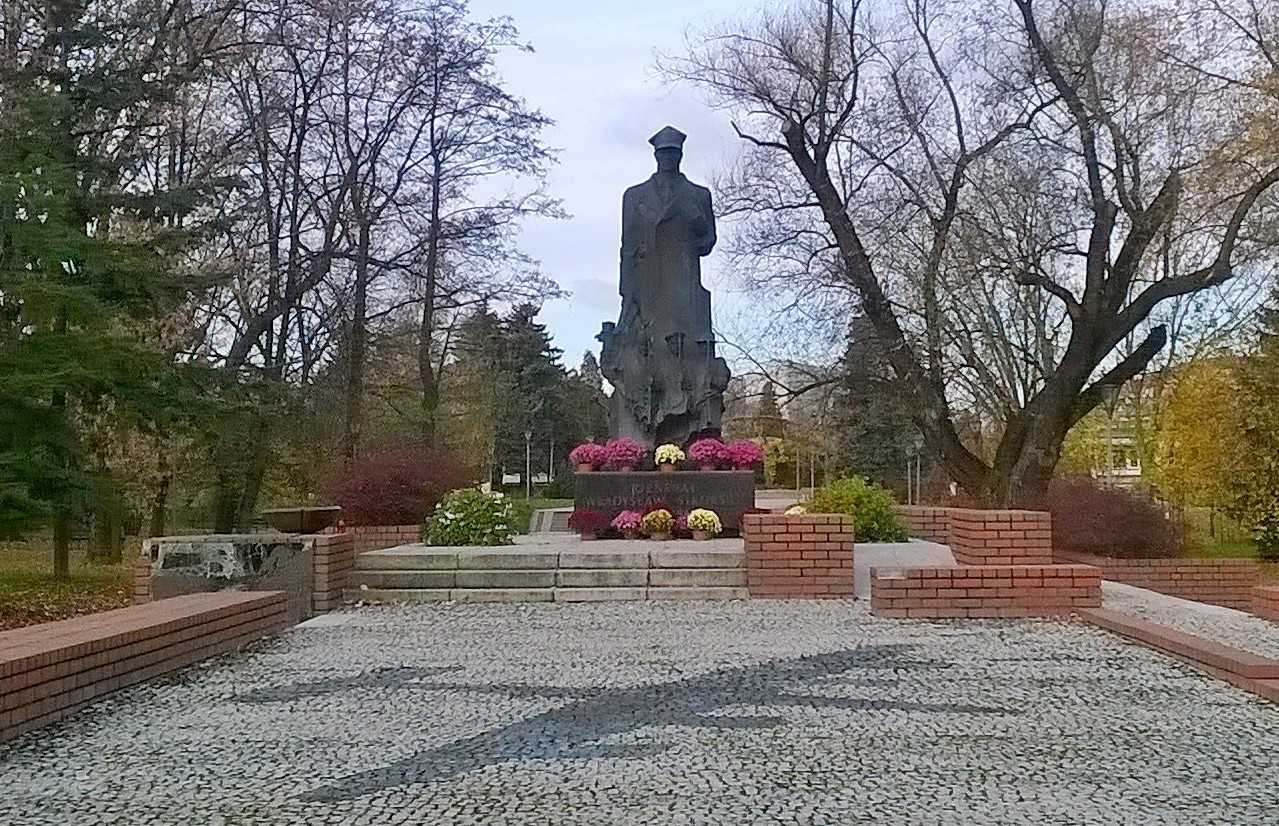
Sikorskidenkmal in Rzeszów

Weil die Royal Air Force die technische Absturzursache 1943 nicht aufklären konnte, entstanden Theorien, die Sikorskis Tod auf ein Attentat zurückführten. Eine gerichtsmedizinische Untersuchung Polens ergab 2009, dass Sikorski an den beim Aufprall erlittenen Verletzungen gestorben war. Sabotage am Flugzeug wurde jedoch nicht ausgeschlossen.